# Radujme se vždy společně
Radujme se vždy společně je česká duchovní píseň pocházející z druhé poloviny 15. století (snad z roku 1467), jejíž autorství se připisuje Matěji Kunvaldskému. Bývá pokládána za vůbec nejstarší bratrskou duchovní píseň. Její text byl otištěn v kancionálu Písničky z roku 1501, melodie byla poprvé zaznamenána v Rohově kancionálu. Je zařazena v Mešních zpěvech (pouze 11 slok) a také v Evangelickém zpěvníku, kde má číslo 397. Je zpívána při ordinaci biskupů v Církvi československé husitské.